# James C. Marshall (Politiker)

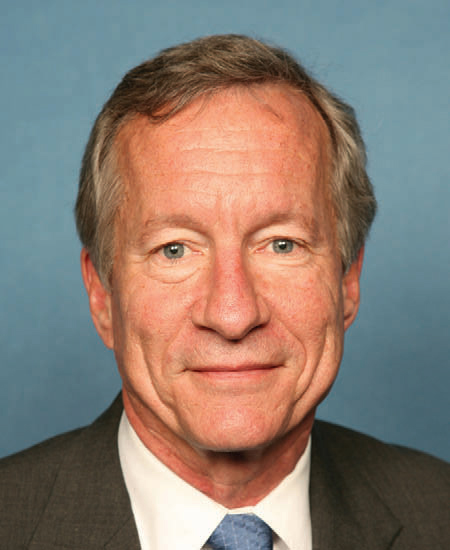
James C. Marshall

James Creel „Jim“ Marshall (* 31. März 1948 in Ithaca, New York) ist ein US-amerikanischer Politiker der Demokratischen Partei. Er war von 2003 bis 2011 Mitglied des US-Repräsentantenhauses und vertrat dort zuletzt den achten Kongresswahlbezirk des Bundesstaates Georgia.

## Leben
Marshalls Vater und Großvater waren Generäle der U.S. Army; die Familie musste häufig umziehen. Seinen High-School-Abschluss machte Marshall in Mobile (Alabama). Er schrieb sich 1966 an der Princeton University ein, verließ die Uni jedoch 1968, um im Vietnamkrieg zu dienen. Er kehrte 1970 nach Princeton zurück und schloss sein Studium 1972 ab. Nach zweijähriger Berufstätigkeit absolvierte Marshall die Law School der Boston University, die ihm 1977 den J.D. verlieh. Am 14. September 2012 schwor er seinen Amtseid als Präsident des United States Institute of Peace.

## Parlamentsarbeit
Marshall war Mitglied in den folgenden Parlamentsausschüssen:
- Armed Services Committee
  - Readiness Subcommittee (englisch Unterausschuss)
  - Air and Land Forces Subcommittee
  - Terrorism and Unconventional Threats and Capabilities Subcommittee
- Financial Services Committee
  - Subcommittee on Capital Markets, Insurance, and Government Sponsored Enterprises
  - Subcommittee on Domestic and International Monetary Policy, Trade, and Technology
- Agriculture Committee
  - Subcommittee on General Farm Commodities and Risk Management
  - Subcommittee on Specialty Crops, Rural Development and Foreign Agriculture
- Stellvertretender Vorsitzender des Air Force Caucus
- Board of Visitors of the United States Military Academy
- Steering committee of the Rural Health Care Coalition

## Auszeichnungen
Als Zugführer eines Aufklärungstrupps wurde er mit zwei Bronze Stars ausgezeichnet (mit „V“ für valor, englisch Tapferkeit im Kampfeinsatz) und mit einem Purple Heart. Am 29. Juni 2006 wurde Marshall in die United States Army Rangers Hall of Fame aufgenommen.

## Position
Marshall gilt als sozialkonservativ, er lehnt Abtreibungen, Stammzellforschung, gleichgeschlechtliche Ehen und schärfere Waffengesetze ab und unterstützt das vorgeschlagene Flag Desecration Amendment, ein Verfassungszusatz der u. a. das Verbrennen der US-Flagge ächten soll. Bei Wirtschafts- und Umweltthemen liegt er allerdings stärker auf der demokratischen Parteilinie.
Er war Mitglied der Blue Dog Coalition, einer Gruppe konservativer demokratischer Kongressabgeordneter.

## Perspektiven
Marshall wurde als möglicher Kandidat für die Gouverneurswahlen in Georgia im Jahr 2010 gehandelt, eventuell auch für die Wahlen zum US-Senat im selben Jahr. Georgia gilt als sehr konservativ, Marshall wäre einer der wenigen Demokraten, denen eine realistische Chance auf einen Wahlsieg eingeräumt wurde. Allerdings wurde sein Wahlkreis jüngst neu zugeschnitten und weist jetzt mehr republikanische Stammwähler auf, weswegen ihm von Seiten seiner Parteikollegen geraten wurde, auf eine Senatskandidatur zu verzichten.